# Svenljunga
Svenljunga este un oraș în Suedia.

## Demografie
| \| Evoluția demografică a zonei urbane Svenljunga, 1970–2015 \| Evoluția demografică a zonei urbane Svenljunga, 1970–2015 \| Evoluția demografică a zonei urbane Svenljunga, 1970–2015 \| Evoluția demografică a zonei urbane Svenljunga, 1970–2015 \| Evoluția demografică a zonei urbane Svenljunga, 1970–2015 \| \| --------------------------------------------------------------------------------------- \| --------------------------------------------------------- \| --------------------------------------------------------- \| --------------------------------------------------------- \| --------------------------------------------------------- \| \| An \| \| \| Locuitori \| \| \| 1970 \| 1970 \| \| 2.786 \| 2.786 \| \| 1975 \| 1975 \| \| 3.189 \| 3.189 \| \| 1980 \| 1980 \| \| 3.412 \| 3.412 \| \| 1990 \| 1990 \| \| 3.519 \| 3.519 \| \| 1995 \| 1995 \| \| 3.679 \| 3.679 \| \| 2000 \| 2000 \| \| 3.405 \| 3.405 \| \| 2005 \| 2005 \| \| 3.379 \| 3.379 \| \| 2010 \| 2010 \| \| 3.418 \| 3.418 \| \| 2015 \| 2015 \| \| 3.592 \| 3.592 \| \| Sursa: SCB - Statistika Centralbyrån, Folkmängden per tätort. Vart femte år 1960 - 2016 \| \| \| \| \| |      |  |           |       |
| Evoluția demografică a zonei urbane Svenljunga, 1970–2015 |      |  |           |       |
| An |      |  | Locuitori |       |
| 1970 | 1970 |  | 2.786     | 2.786 |
| 1975 | 1975 |  | 3.189     | 3.189 |
| 1980 | 1980 |  | 3.412     | 3.412 |
| 1990 | 1990 |  | 3.519     | 3.519 |
| 1995 | 1995 |  | 3.679     | 3.679 |
| 2000 | 2000 |  | 3.405     | 3.405 |
| 2005 | 2005 |  | 3.379     | 3.379 |
| 2010 | 2010 |  | 3.418     | 3.418 |
| 2015 | 2015 |  | 3.592     | 3.592 |
| Sursa: SCB - Statistika Centralbyrån, Folkmängden per tätort. Vart femte år 1960 - 2016 |      |  |           |       |